# Giant Step/De Ole Folks at Home
Giant Step/De Ole Folks at Home är ett musikalbum av Taj Mahal som lanserades 1969. Albumet släpptes på Columbia Records i USA och flera andra länder, men i Storbritannien släpptes det på Columbias underbolag Direction Records. Albumet var ett dubbelalbum där den första skivan bestod av elektrisk blues, medan den andra endast hade akustiska inspelningar. Albumet nådde plats 85 på Billboard 200-listan, vilket var hans bästa albumplacering på den listan.

## Låtlista
(upphovsman inom parentes)
Giant Step
1. "Ain't Gwine Whistle Dixie No More" (Taj Mahal, Jesse Ed Davis, Gary Gilmore, Chuck Blackwell)
2. "Take a Giant Step" (Carole King, Gerry Goffin)
3. "Give Your Woman What She Wants" (Taj Mahal, Joel Hirschhorn)
4. "Good Morning Little Schoolgirl" (B. Level, B. Love)
5. "You're Gonna Need Somebody on Your Bond" (Buffy Sainte-Marie)
6. "Six Days on the Road" (Carl Montgomery, Earl Green)
7. "Farther on Down the Road (You Will Accompany Me)" (Taj Mahal, Jesse Ed Davis, Gary Gilmore, Chuck Blackwell)
8. "Keep Your Hands Off Her" (Huddie Ledbetter)
9. "Bacon Fat" (Robbie Robertson, Garth Hudson)

De Ole Folks at Home
1. "Linin' Track" (Huddie Ledbetter)
2. "Country Blues No. 1" (Trad. Arr. Taj Mahal)
3. "Wild Ox Moan" (Vera Hall, Ruby Pickens Tartt)
4. "Light Rain Blues" (Taj Mahal)
5. "Little Soulful Tune" (Taj Mahal)
6. "Candy Man" (Rev. Gary Davis)
7. "Cluck Old Hen" (Trad. Arr. Taj Mahal)
8. "Colored Aristocracy" (Trad. Arr. Taj Mahal)
9. "Blind Boy Rag" (Taj Mahal)
10. "Stagger Lee" (Harold Logan, Lloyd Price)
11. "Cajun Tune" (Taj Mahal)
12. "Fishin' Blues" (Henry Thomas, Taj Mahal)
13. "Annie's Lover" (Trad. Arr. Taj Mahal)